# HD 28625
HD 28625，又名BD-13 896，SAO 149682、HR 1431，是一颗恒星，视星等为6.24，位于銀經209.54，銀緯-37.39，其B1900.0坐标为赤經4h 25m 32.5s，赤緯-13° -37.39′ 37″。